# Krucjaty Billy’ego Grahama w Niemczech

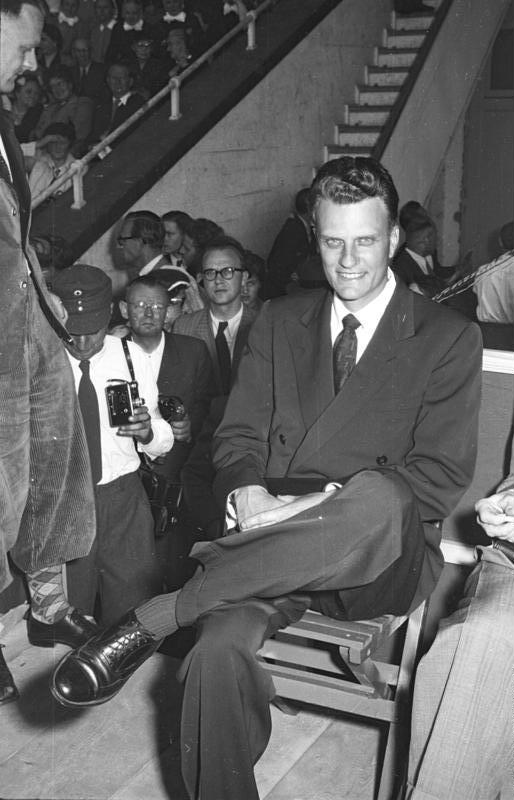
Graham w Düsseldorfie (25 czerwca 1954)

Krucjaty Billy’ego Grahama w Niemczech – kampanie ewangelizacyjne amerykańskiego ewangelisty Billy’ego Grahama w Niemczech Zachodnich. Pierwsza odbyła się w 1954 roku, następne w latach 1955, 1960, 1963, 1966, 1970, 1980 i 1983. W 1982 roku odwiedził NRD. W żadnym europejskim kraju Graham nie był przyjmowany tak entuzjastycznie, jak w Niemczech. Krucjaty Grahama odegrały pewną rolę w westernizacji niemieckiego protestantyzmu i wiązaniu go z amerykańskim protestantyzmem.

## Niemiecki protestantyzm po upadku III Rzeszy
Po upadku III Rzeszy niemiecki protestantyzm został wciągnięty w debatę o potrzebie rechrystianizacji Niemiec i odwróceniu tendencji sekularyzacyjnych. Wiara religijna miała uodpornić niemieckie społeczeństwo na zagrożenie przed komunizmem i totalitaryzmem. Martin Greschat, historyk kościoła, dowodzi, że rechrystianizacja była częścią nie tylko religijnej kampanii, ale miała też na celu umocnienie tradycyjnych i konserwatywnych wartości obywatelskich. Był to jeden z powodów, dla których amerykańskie siły okupacyjne wspierały powojenne debaty o rechrystianizacji Niemiec. Z amerykańskiej perspektywy rechrystianizacja była częścią reedukacji zmierzającej do westernizacji i demokratyzacji kraju.
Biskup Hanns Lilije, jeden z czołowych liderów niemieckiego protestantyzmu, wezwał do poprawy relacji pomiędzy kościołem a mediami.
Westernizacja niemieckiego protestantyzmu ograniczała się nie tylko do sfery polityki, zorientowana była także na konsumpcjonizm i związanie Niemiec ze Stanami Zjednoczonymi. Krucjaty Billy’ego Grahama były częścią westernizacji niemieckiego protestantyzmu.

## Krucjaty Grahama

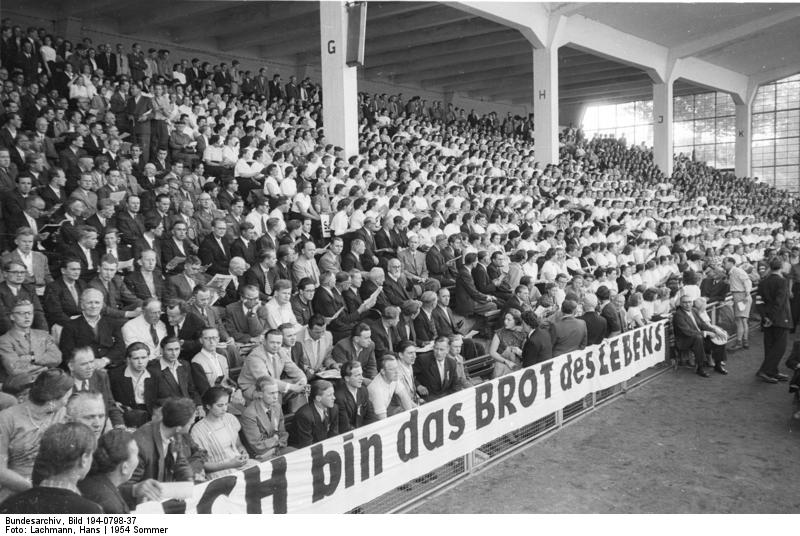
Düsseldorf

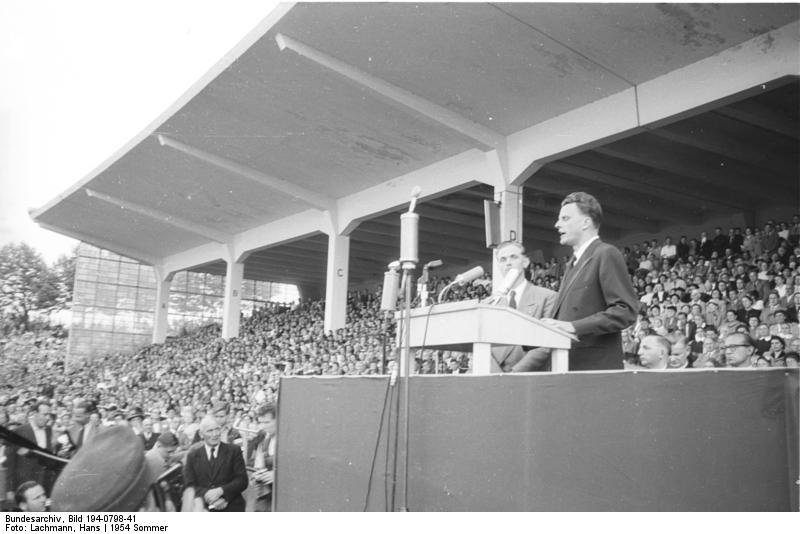
Graham przemawia w Düsseldorfie

Po zakończeniu krucjaty w Londynie Graham – pomimo wyczerpania fizycznego – udał się w podróż po Europie (Glasgow, Helsinki, Sztokholm, Kopenhaga, Amsterdam), w ramach której odwiedził Niemcy. Do Niemiec przybył 23 czerwca i odwiedził trzy miasta: Frankfurt, Düsseldorf i Berlin. W każdym z nich miał po jednym spotkaniu. 
We Frankfurcie spotkał się z personelem armii amerykańskiej. Dwa dni później, 25 czerwca, głosił na stadionie w Düsseldorfie. Zjawiło się 34 tysięcy osób (według danych Billy’ego Grahama). 27 czerwca w Berlinie przemawiał do 80 tysięcy ludzi (według innych szacunków – do 100 tysięcy) na stadionie olimpijskim. Graham przyrównał komunizm do ośmiornicy, która swoimi mackami sięga do każdego zachodniego kraju.
Podczas pobytu w Niemczech spotkał się z kanclerzem Niemiec Konradem Adenauerem, który miał mu powiedzieć: „Panie Graham, nie wiem czy jest jakaś inna nadzieja dla świata, poza zmartwychwstałym Jezusem”.
W 1955 ponownie przybył do Niemiec i przeprowadził kampanie ewangelizacyjne w: Mannheim, Stuttgart, Norymberga, Dortmund, Frankfurt, ponadto odwiedził amerykańskie bazy wojskowe w Niemczech.
Krucjata Grahama w Berlinie z 1960 roku miała bardziej polityczny charakter. Waldemar Schmidt, burmistrz wschodniego Berlina, domagał się od swego zachodniego odpowiednika, Willi Brandta, zamknięcia krucjaty. Graham uznał Berlin za symbol podzielonego świata, nazwał go też sercem świata.
W 1966 roku Graham zorganizował Światowy Kongres Ewangelizacji w Berlinie, na który zaprosił znanych kaznodziejów i ewangelistów, jak np. Oral Roberts.
Z inicjatywy Stowarzyszenia Ewangelizacyjnego Billy’ego Grahama w 1993 roku zorganizowano kampanię ewangelizacyjną dla Europy, której nadano nazwę ProChrist. Na miejsce kilkudniowego spotkania wybrano Niemcy, spotkania odbywały się 17-21 marca na stadionie w Essen i były transmitowane do 1400 miejsc przekazu w 55 krajach, 16 stref czasowych. Organizatorzy szacowali, że Graham będzie przemawiał do 2 milionów ludzi.

## Oceny
Niemiecka prasa przyrównała techniki ewangelizacyjne Grahama do marketingu – oferowania religii dla mas. Der Spiegel ocenił, że Graham nie jest widowiskowym, nie ma nawet opanowanej techniki psychologii mas, jest tylko wierzącym człowiekiem. Podczas drugiej wizyty w Berlinie (1960), nazwany został „karabinem Pana Boga”.
Grahama wspierali niemieccy biskupi luterańscy, tacy jak Otto Dibelius oraz Hanns Lilje. Dibelius popierał Grahama ze względu na krytykowanie przez niego materializmu i racjonalizmu.
Większość teologów niemieckich oceniała Grahama z rezerwą, bo z ich perspektywy uchodził za przedstawiciela fundamentalnej teologii. Karl Barth, największy protestancki teolog XX wieku, przyrównał styl Grahama do strzelania z karabinu. 
W latach 50. prawie w ogóle nie było krytycznych ocen Grahama w niemieckiej prasie, a każdy krytyczny głos odbierany był jako echo z nazistowskiej przeszłości. Dopiero w 1960 roku Hartmut Sierig z Hamburga krytycznie ocenił w kazaniu masowy charakter krucjat Grahama. Sierig ostrzegał, że krucjaty Grahama łatwo mogą się przekształcić w nacjonalistyczne spotkania. Frankfurter Allgemeine Zeitung opublikował fragmenty krytyki Sieriga, co wywołało falę protestów ze strony tych, którzy uczestniczyli w krucjatach. 
We wschodnioniemieckiej prasie były wyłącznie negatywne oceny. Pisano, że jest lokajem amerykańskiego kapitalizmu, narzędziem chciwych nafciarzy z Teksasu, szpiegiem CIA. Neues Deutschland nazwał Grahama „religijnym szarlatanem” i twierdził, że widziano go w Paryżu z blondynką, niejaką „Beverly Shea”. 
Krucjaty ewangelizacyjne Grahama odniosły wielki sukces ponieważ towarzyszyła im nadzieja zmodernizowania religii oraz obawa przed sekularyzacją. Amerykański ewangelista wydawał się spełniać marzenia o rechrystianizacji Europy, a ponadto używał nowoczesnych technik ewangelizacyjnych, których niemiecki protestantyzm desperacko poszukiwał. Ocenia się, że w żadnym europejskim kraju Graham nie był przyjmowany tak entuzjastycznie, jak w Niemczech Zachodnich.